# 塔儿海
塔儿海，又译为塔剌海，蒙古帝国斡亦剌部贵族，忽都合别乞玄孫，脱劣勒赤曾孫，不花帖木儿之孙，札乞儿古儿干之子，旭烈兀内侄孙（不花帖木儿的姐妹古巴克哈敦是旭烈兀之妻）。任伊儿汗国斡亦剌千户长（一说万户长）。先后娶旭烈兀之女忙古鲁干及孙女阿剌忽都鲁为妻，称塔剌海古儿干（古儿干即驸马，Taraqai ＞ترقای كوركان/taraqāī kūrkān）。
元成宗元贞二年（1296年），因曾参与谋杀乞合都事件，被合赞汗迫害，率部众一万八千户，从底牙儿别克儿逃往叙利亚。另说他因部属抢夺突厥部落牲畜，合赞命他归还，他沒有聽從，杀死使者出奔叙利亚。后被当地苏丹拉沁杀害。